# دی‌فنیل‌اتیلن‌دی‌آمین
دی‌فنیل‌اتیلن‌دی‌آمین (به انگلیسی: Diphenylethylenediamine) با فرمول شیمیایی C۱۴H۱۶N۲ یک ترکیب شیمیایی با شناسه پاب‌کم ۶۹۳۱۲۳۸ است. که جرم مولی آن ۲۱۲٫۲۹ g/mol می‌باشد. شکل ظاهری این ترکیب، بلور سفید است.